# Taraska
Taraska – wieś w Polsce położona w województwie łódzkim, w powiecie piotrkowskim, w gminie Aleksandrów. Wieś znajduje się w granicach Sulejowskiego Parku Krajobrazowego.
W latach 1975–1998 miejscowość administracyjnie należała do województwa piotrkowskiego.
Wieś podzielona jest na dwie części: Taraska Góry i Taraska Niwy. W latach 70. i 80. znajdowały się tam dwa ośrodki kolonijne, później na bazie jednego z nich powstał Dom Dziecka. Pod koniec lat 80. miejscowość dwukrotnie była bazą Ogólnopolskiego Nocnego Rajdu Mazowieckiego – pieszej imprezy turystycznej, organizowanej przez jedno z kół mokotowskiego oddziału PTTK. W Tarasce Niwy znalazła siedzibę leśniczówka.
Przez wieś przebiega  pieszy Szlak Rekreacyjny Rzeki Pilicy.
Wierni Kościoła rzymskokatolickiego należą do parafii św. Apostołów Piotra i Pawła w Dąbrowie nad Czarną.